# Julius Boysen
Pour les articles homonymes, voir Boysen.
Julius Theodore Boysen est un photographe américain né le 18 décembre 1868 à San Francisco et mort le 29 mai 1939 à Sacramento. Il est connu pour son activité dans la vallée de Yosemite à compter de 1898, une activité qui le voit tenir un studio photographique à Yosemite Village, dans ce qui est aujourd'hui le Yosemite Wilderness Center, à partir de sa livraison en 1925.